# Jochen Klepper

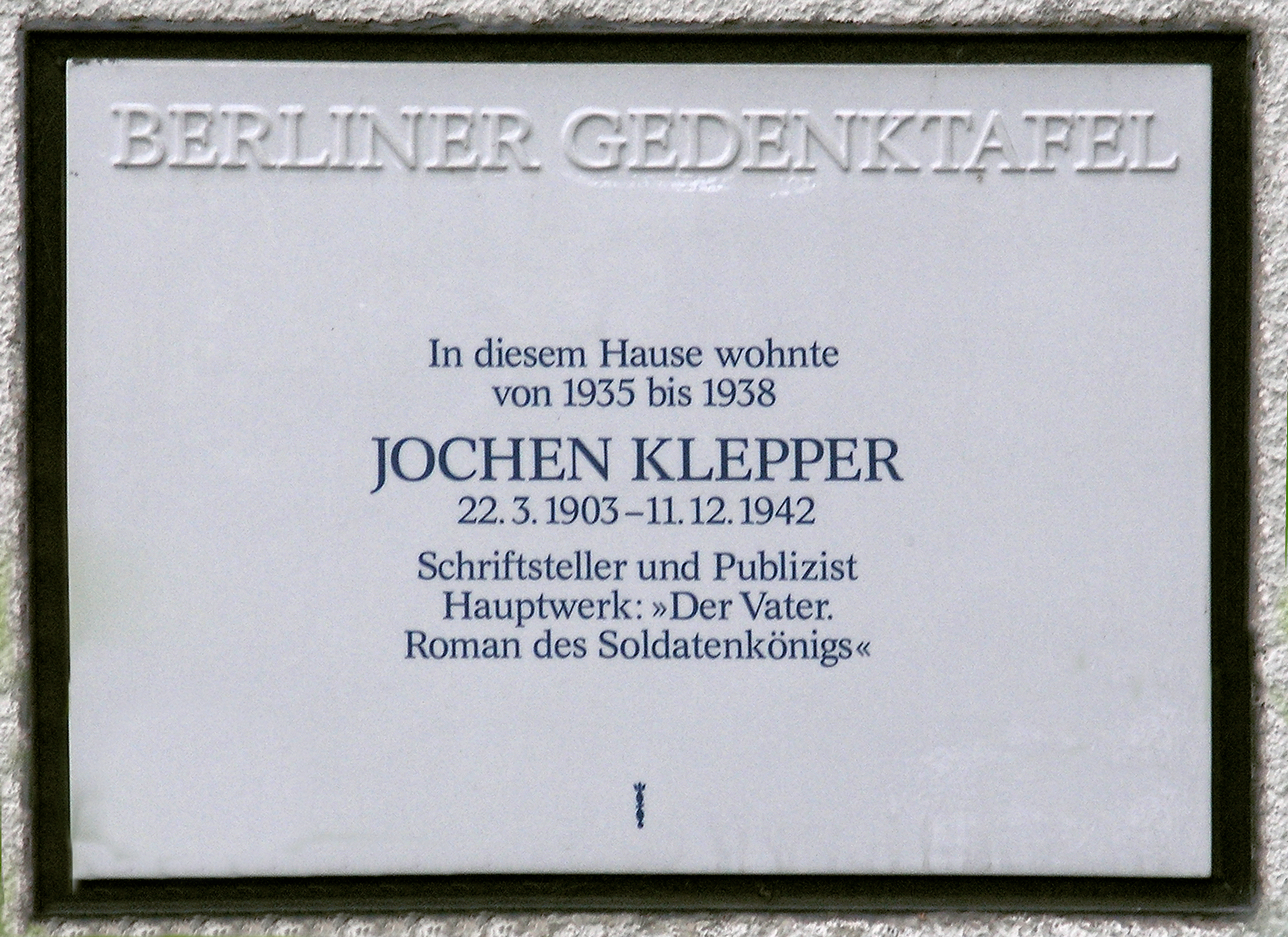
Berliner Gedenktafel am Haus Oehlertring 7 in Berlin-Steglitz

Joachim Georg Wilhelm Klepper (* 22. März 1903 in Beuthen an der Oder, Landkreis Freystadt, Provinz Schlesien; † 11. Dezember 1942 in Berlin) war ein deutscher Theologe, der als Journalist und Schriftsteller arbeitete. Er ist einer der bedeutendsten Dichter Geistlicher Lieder des 20. Jahrhunderts. Klepper wurde während der Zeit des Nationalsozialismus wegen seiner „nichtarischen“ Ehefrau ausgegrenzt sowie drangsaliert und nahm sich schließlich das Leben.

## Leben
Jochen Klepper war das dritte Kind und der erste Sohn des evangelischen Pfarrers Georg Klepper und seiner Frau Hedwig, geborene Weidlich. Er wurde am 26. April 1903 von seinem Vater mit Jordanwasser getauft und erhielt den Taufspruch: „Fürchte dich nicht, denn ich habe dich erlöst; ich habe dich bei deinem Namen gerufen; du bist mein.“ Er hatte zwei ältere Schwestern, Margot und Hildegard, und zwei jüngere Brüder, Erhard und Wilhelm.
Klepper besuchte das Evangelisch-Humanistische Gymnasium in der Kreisstadt Glogau und war bei seinem Französischlehrer Erich Fromm einquartiert, der zu einem väterlichen und vereinnahmenden Freund wurde. Ab Sommer 1922 studierte er Evangelische Theologie in Erlangen und ab Sommer 1923 in Breslau. Hier wurde er vom Neutestamentler Ernst Lohmeyer, vom Dogmatiker Erich Schaeder und vor allem vom Religionsphilosophen Rudolf Hermann geprägt. Hermann brachte ihm Martin Luther nahe, er war sein Vorbild im Predigen und wurde sein väterlicher Freund. Wegen seines labilen Gesundheitszustandes – er litt unter Kopfschmerzen und Schlafstörungen – verzichtete Klepper darauf, Pfarrer zu werden. Die Studentenhilfe schickte ihn 1925 zur Kur nach Bad Saarow ins Haus der Deutschen Christlichen Studentenvereinigung, das vom evangelischen Pastor Hermann Schlingensiepen geführt wurde.

### Journalist, Hörfunkautor und Schriftsteller
Ab 1927, er hatte die Universität ohne Abschluss verlassen, schrieb Klepper feuilletonistische Artikel und bot sie zuerst unter dem Pseudonym Georg Wilhelm und später unter dem eigenen Namen Zeitungen und Zeitschriften an. Darunter waren ein Nachruf auf Rainer Maria Rilke und ein Artikel zu Baruch de Spinoza. 1927 begann er beim Evangelischen Presseverband für Schlesien (EPS) in Breslau unter Leitung von Kurt Ihlenfeld als Journalist zu arbeiten. Er schrieb vorwiegend literarische, biografische und kirchengeschichtliche Beiträge für das kirchliche Wochenblatt Unsere Kirche, das damals eine Auflage von 42.000 Exemplaren hatte. Im Juni 1927 wurde sein erster Beitrag, zu August Hermann Francke, von der Schlesischen Funkstunde ausgestrahlt. Als religiöser Sozialist trat er der Sozialdemokratischen Partei bei, in deren Zeitung Vorwärts er ab 1928 einige Artikel, Essays und Reportagen zum Leben der Kinder 1932 veröffentlichte.
Seine Frau Johanna unterstützte ihn bei der Realisierung seines Zieles, als freier Schriftsteller zu arbeiten. Klepper schrieb – durch seine Frau mitinspiriert – einen Moderoman mit dem Titel Die Grosse Directrice, der jedoch nie veröffentlicht werden konnte, weil er dafür keinen Verlag fand. Jedoch leistete er erfolgreiche Pressearbeit und bemühte sich um ein anspruchsvolles Rundfunkprogramm. Am 21. September 1931 zog Klepper nach Berlin; im März 1932 zog die Familie nach und wurde im Villenvorort Südende sesshaft.
Seit dem 21. September 1932 führte Jochen Klepper Tagebuch; ab Februar 1933 überschrieb er die Einträge oft mit den Losungen der Herrnhuter Brüdergemeine. Das gekürzte Tagebuch wurde 1957 von seiner Schwester Hildegard unter dem Titel Unter dem Schatten deiner Flügel herausgegeben, in mehr als 20 Auflagen wurden über 100.000 Exemplare gedruckt.
Kleppers erster veröffentlichter Roman Der Kahn der fröhlichen Leute, der das Leben an und auf der Oder beschreibt, entstand im Herbst 1932. Er wurde im Januar 1933 beim dritten Verlag, der Deutschen Verlags-Anstalt (DVA), angenommen und kam im Juni 1933 auf den Markt. Er gilt als anspruchsvolle Heimatdichtung; Klepper schrieb eine natürliche und menschenfreundliche Novelle ohne moralischen Anspruch. Für Klepper war es auch eine Verarbeitung seiner Kindheit und seiner Jugendjahre, die er an der Oder verbracht hatte. Bis 2010 wurden in mehreren Auflagen über 120.000 Exemplare gedruckt. 1949 wurde es in der sowjetischen Besatzungszone von der DEFA etwas eigenwillig verfilmt, kam 1950 unter dem gleichen Titel in die Kinos und war mit mehr als vier Millionen Zuschauern ein Publikumserfolg.
Klepper fand per 15. November 1932 eine Anstellung beim Hörfunk, der Funk-Stunde Berlin. Sein Vorgesetzter dort war der Schriftsteller und Filmregisseur Harald Braun, der ihm wohlgesonnen war. Trotzdem musste er im Oktober 1932 aus der sozialdemokratischen Partei austreten. Mit der Machtübernahme durch die Nationalsozialisten im März 1933 begann die Gleichschaltung des Rundfunks. Da Klepper Mitglied der SPD gewesen war und eine jüdische Frau hatte, wurde er Mitte 1933 aus dem Rundfunk entlassen. Er lebte nun vom Ertrag seines Romans bei der DVA. Im Juli 1933 erhielt er eine Teilzeitstelle im Ullstein Verlag im Redaktionsbüro der Funkzeitschrift Sieben Tage an der Kochstraße 23 in Kreuzberg. Diese Arbeitsstelle lag unter seinen Möglichkeiten, aber er sah sich von Gott dahin geführt und war dafür dankbar. Weil er „jüdisch belastet war“, wurde ihm am 3. September 1935 gekündigt.
Zum 24. Februar 1934 erreichte er seine Aufnahme in die Reichsschrifttumskammer. Da seine Frau und ihre beiden Töchter nach Definition der Nürnberger Rassegesetze Jüdinnen waren, geriet die Familie zunehmend unter Druck. Jochen Klepper sah in der wachsenden Judenfeindlichkeit einen Frevel an Gott. Er verfolgte das Zeitgeschehen und auch den Weg der evangelischen Kirche zwischen Anpassung und Bekennender Kirche mit großer Anteilnahme und Sorge. Er lebte viel bewusster mit dem Bedenken des Wortes Gottes; in seinen Tagebuchaufzeichnungen, denen seit Herbst 1933 Bibelworte der Losungen der Herrnhuter Brüdergemeine vorangestellt waren, wurde etwas davon sichtbar. Im Oktober 1934 besuchte er seinen sterbenden Vater in Beuthen an der Oder.
Auf Anregung seines Freundes, des Dichters Reinhold Schneider, schrieb er für die Weißen Blätter; sein erster Artikel erschien dort im Dezember 1935.
Seit September 1933, nach einem Besuch des Stadtschlosses in Potsdam und auf Anregung des Redakteurs Wilhelm Emanuel Süskind, recherchierte und schrieb er im Verborgenen an seinem neuen Roman Der Vater. Darin bearbeitete er nicht nur anhand des Konflikts zwischen dem preußischen Soldatenkönig Friedrich Wilhelm I. und dessen Sohn Friedrich II. dem Großen seinen eigenen Vater-Sohn-Konflikt, sondern entwarf im Bild eines Königs, der in allem nach Gott fragt und sich als „ersten Diener im Staat“ begreift, das Gegenbild zum Führerkult des Nationalsozialismus. Der Roman erschien im Februar 1937 im Buchhandel und wurde trotz seines Umfangs von zwei dicken Bänden, die je 9,60 Mark kosteten, schnell ein Verkaufsschlager, besonders in preußisch gesinnten Kreisen; er wurde Pflichtlektüre für Offiziere der Wehrmacht. 65.000 Exemplare wurden schon zu Kleppers Lebzeiten verkauft, was wesentlich zu seinem Überleben beitrug; weitere 35.000 bis zum Kriegsende und seither wurden über 200.000 Exemplare dieses Werks gedruckt. Andererseits erfolgte kurz nach Erscheinen des Romans am 25. März 1937 der Ausschluss aus der Reichsschrifttumskammer, was Berufsverbot und Arbeitslosigkeit gleichkam. Klepper erwog die Flucht ins Ausland, konnte sich aber nicht dazu überwinden. Mit einer Ausnahmegenehmigung konnte er 1938 den Gedichtband Kyrie herausgeben.

### Privatleben und Familie
Am 26. April 1929 lernte er die jüdische Witwe Johanna Stein (geborene Gerstel) aus Nürnberg kennen, deren Familie die Modehäuser Gerstel besaß. Klepper war einer der Untermieter in der Wohnung Steins in der Eichendorffstraße 51 in Breslau, und eine allmählich und langsam wachsende Beziehung entstand. Am 28. März 1931 heiratete der 28-Jährige die um 13 Jahre ältere, gebildete und kultivierte Frau, deren erster Mann Felix Stein bereits 1925 gestorben war. Sie brachte ihre Töchter Brigitte (* 1920) und Renate (* 1922) mit in die Ehe. Kleppers Familie missbilligte die Ehe mit einer Jüdin.
Jochen Klepper pflegte zahlreiche Freundschaften, litt jedoch darunter, keine leiblichen Kinder zu haben, und war oft schwermütig. Am 18. Dezember 1938 ließ sich Johanna Klepper in der Martin-Luther-Gedächtniskirche, Berlin-Mariendorf, von Pfarrer Kurzreiter taufen. Anschließend wurde das Ehepaar Klepper kirchlich getraut. Wegen der Germaniapläne war die Familie gezwungen, aus ihrem alten Haus, heute Oehlertring 7 in Südende, das sie erst 1935 bezogen hatten, auszuziehen. Ab 20. Mai 1939 wohnte die Familie in Nikolassee in dem von ihnen gebauten Haus in der Teutonenstraße 23. Seine ältere Stieftochter Brigitte hatte kurz vor Kriegsausbruch nach England ausreisen können.
Am 25. November 1940 erhielt Klepper die Einberufung zur Wehrmacht und war vom 5. Dezember 1940 bis 8. Oktober 1941 Soldat. Er wurde in Polen und auf dem Balkan eingesetzt und nahm schließlich im Stab einer Nachschubeinheit der 76. Infanterie-Division, Heeresgruppe Süd, von Rumänien durch Bessarabien am Angriff auf die Sowjetunion teil. Wegen seiner „nichtarischen Ehe“ wurde er im Oktober 1941 als „wehrunwürdig“ aus der Wehrmacht entlassen.
Ende 1942 scheiterte die Ausreise der jüngsten Tochter ins rettende Ausland, ihre Deportation stand unmittelbar bevor. Überdies musste Klepper nach einer persönlich erteilten Auskunft des Reichsinnenministers Wilhelm Frick davon ausgehen, dass Mischehen zwangsweise geschieden werden sollten und damit auch seiner Frau die Deportation drohte. Die Familie nahm sich in der Nacht vom 10. auf den 11. Dezember 1942 durch Schlaftabletten und Gas gemeinsam das Leben. Die letzte Eintragung im Tagebuch Kleppers lautet:

„Nachmittags die Verhandlung auf dem Sicherheitsdienst. Wir sterben nun – ach, auch das steht bei Gott – Wir gehen heute nacht gemeinsam in den Tod. Über uns steht in den letzten Stunden das Bild des Segnenden Christus, der um uns ringt. In dessen Anblick endet unser Leben.“

Noch in derselben Nacht hatte sich Jochen Klepper an seinen Nachbarn Hans Karbe gewandt und ihm Manuskripte zur sicheren Aufbewahrung übergeben. Karbe erfuhr am nächsten Tag von dem Freitod der Familie.

## Gedenken an Jochen Klepper
Die Familie Klepper wurde auf dem Friedhof Nikolassee bestattet. Die Grabstätte befindet sich in der Abteilung JI-1/2.
Der geplante Roman Das ewige Haus blieb Fragment; Thema des Romans sollte das evangelische Pfarrhaus sein, wie es von Martin Luther und seiner Frau Katharina modellhaft etabliert worden war. Nur das erste Kapitel („Die Flucht der Katharina von Bora“) hat Gestalt angenommen. 2008 unternahm Thorsten Becker den Versuch, Das ewige Haus fertigzuschreiben – mit umstrittenem Ergebnis. Bleibende Bedeutung kommt den Tagebuchaufzeichnungen Kleppers zu, in denen er eine akribisch genaue, beklemmende „Anatomie“ des nationalsozialistischen Systems leistet. Kleppers Tagebücher lassen sich komplementär zu Victor Klemperers Tagebüchern lesen.
Das Gemeindehaus der Evangelischen Kirchengemeinde Berlin-Mariendorf wurde nach Johanna und Jochen Klepper benannt, in der Martin-Luther-Gedächtniskirche hatten sie am 18. Dezember 1938 geheiratet. Seit 2006 erinnert dort eine Gedenktafel an das Schicksal der Familie Klepper.
Das ihm und seinem Freitod von Reinhold Schneider gewidmete Sonett konnte erst 1946 erscheinen. Seine geistlichen Lieder in der Sammlung Kyrie (zum Beispiel Er weckt mich alle Morgen oder Der du die Zeit in Händen hast) wurden bald unter anderem von Johannes Petzold und Samuel Rothenberg vertont und haben in großem Umfang Eingang in den Kanon der evangelischen Gesangbücher gefunden; er ist dort nach Martin Luther und Paul Gerhardt der dritthäufigste Autor. Der Evangelische Namenkalender 2024/2025 verzeichnet keinen Gedenktag für Jochen Klepper.
Am 11. Dezember 2014 wurden vor seinem ehemaligen Wohnhaus, Berlin-Nikolassee, Teutonenstraße 23, Stolpersteine für ihn und seine Familie verlegt (siehe Liste der Stolpersteine in Berlin-Nikolassee). In Dargun ist seinem Gedenken eine Kirchenglocke gewidmet.
Am 25. September 2021 wurde im Rahmen einer ökumenischen Gedenkfeier am Wohnhaus der Familie Klepper eine Gedenktafel enthüllt.

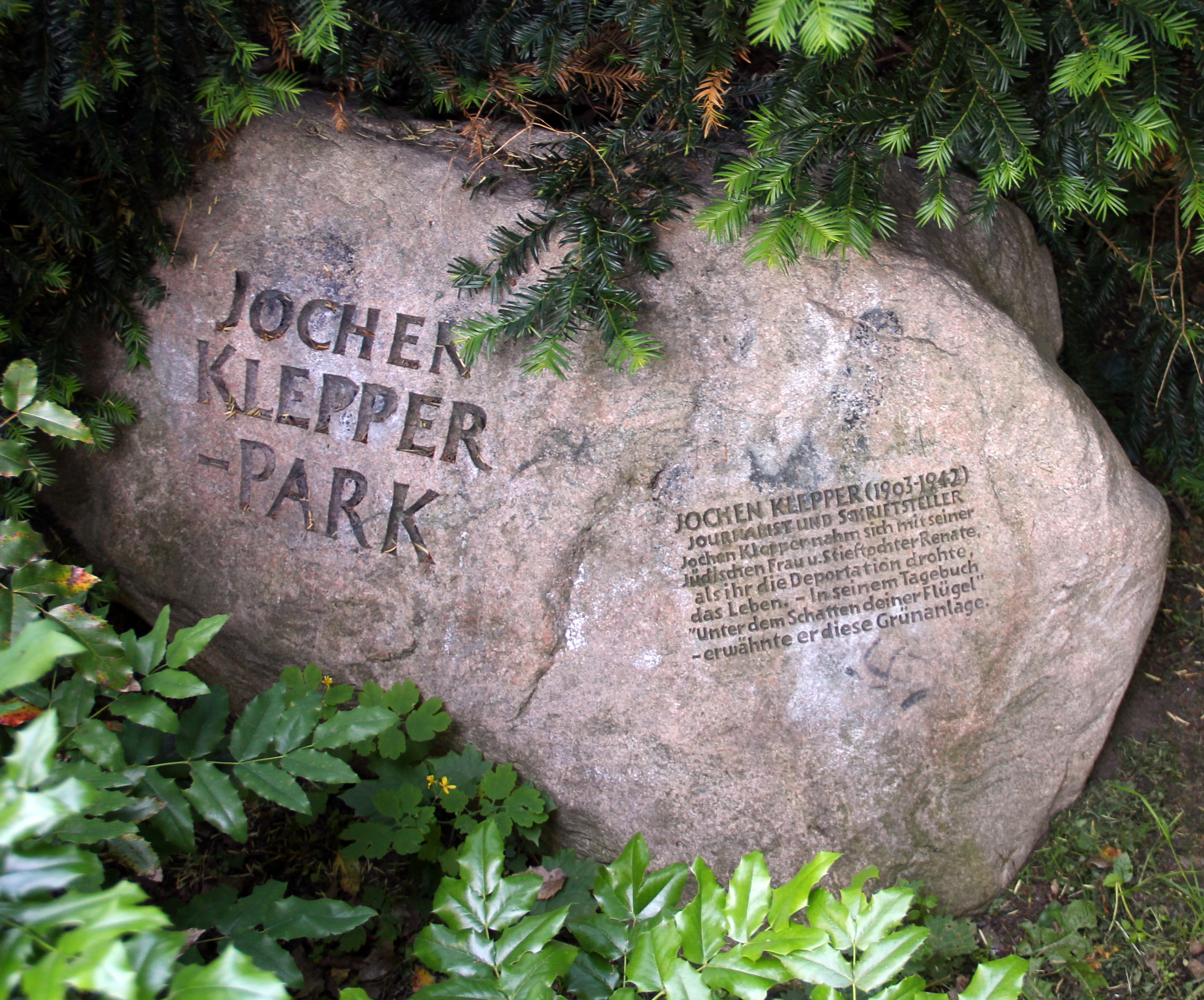
Gedenkstein im Jochen-Klepper-Park in Höhe der Gurlittstraße an der Sembritzkistraße in Berlin-Südende
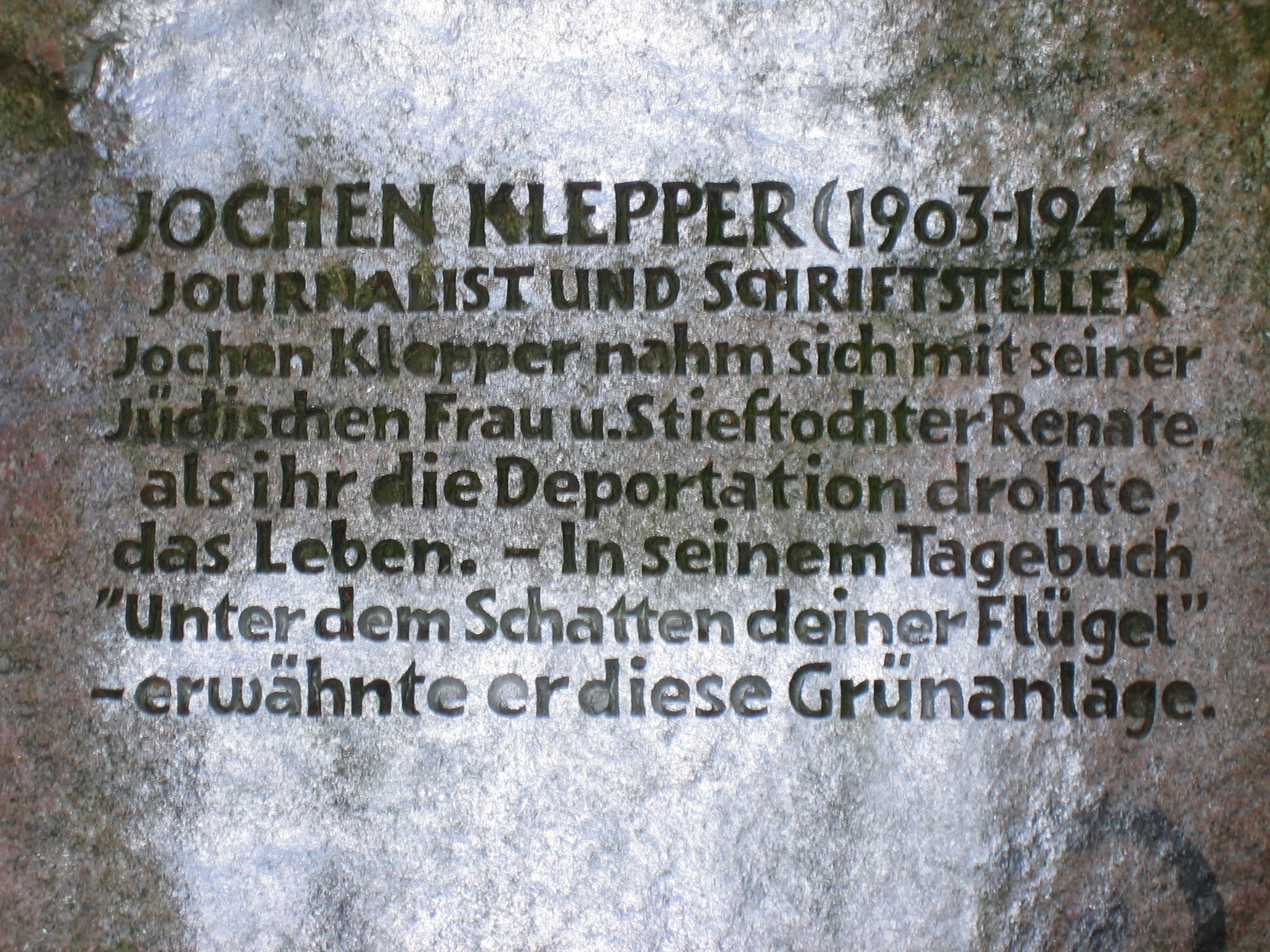
Gedenkstein im Jochen-Klepper-Park (Detail)
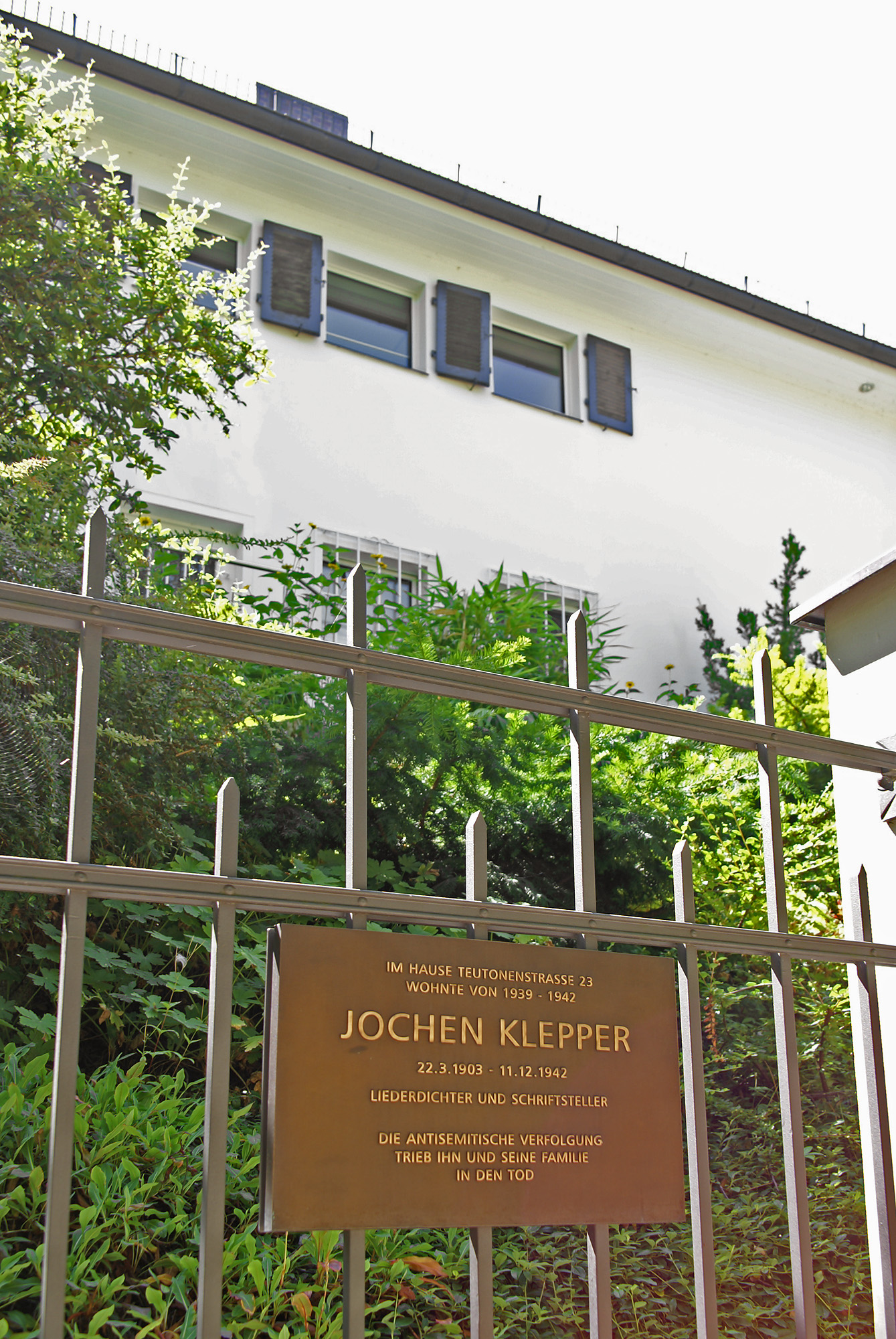
Gedenktafel am Haus Teutonenstraße 23 in Berlin-Nikolassee
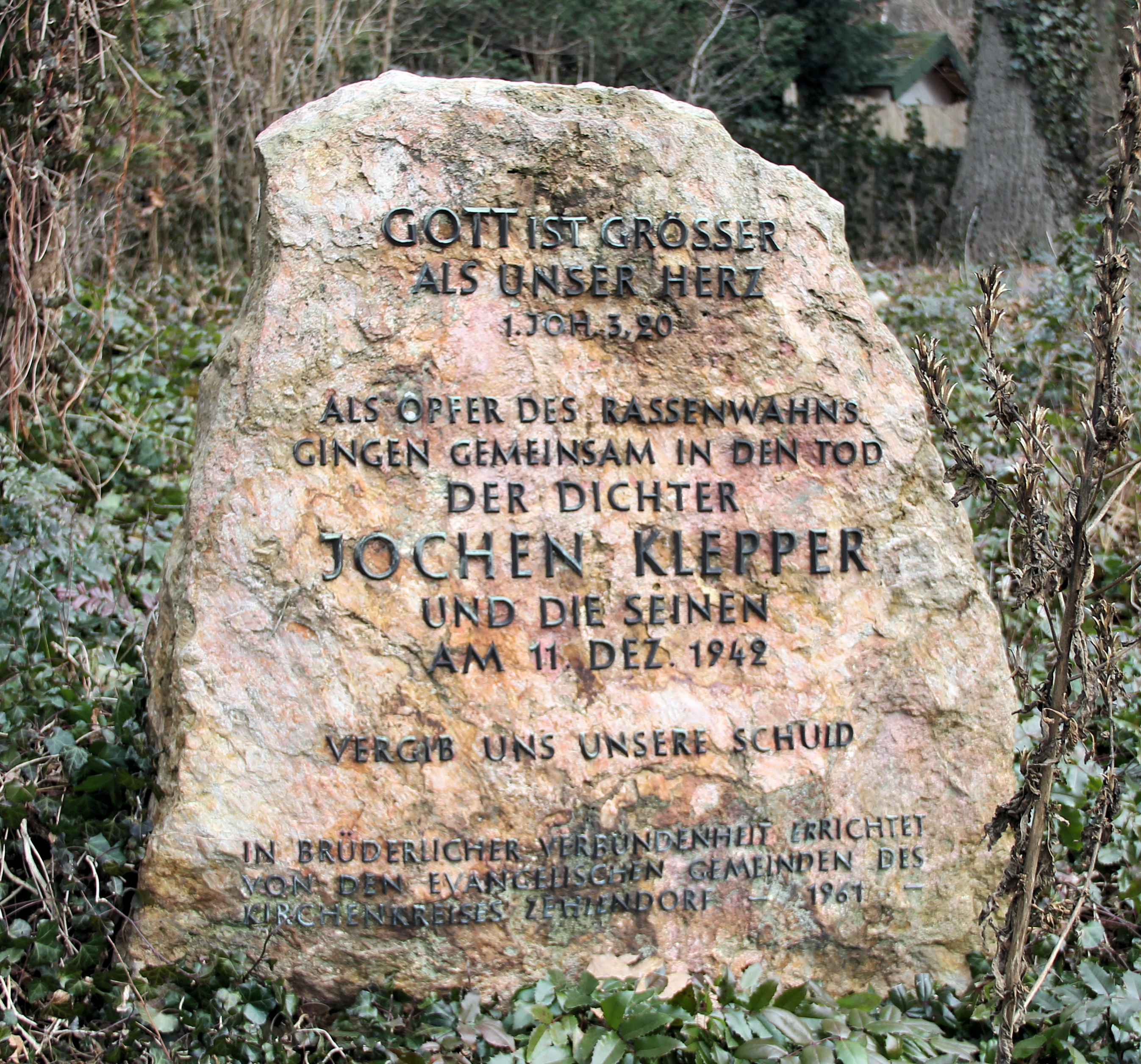
Gedenkstein am Ende des Jochen-Klepper-Wegs in Berlin-Nikolassee
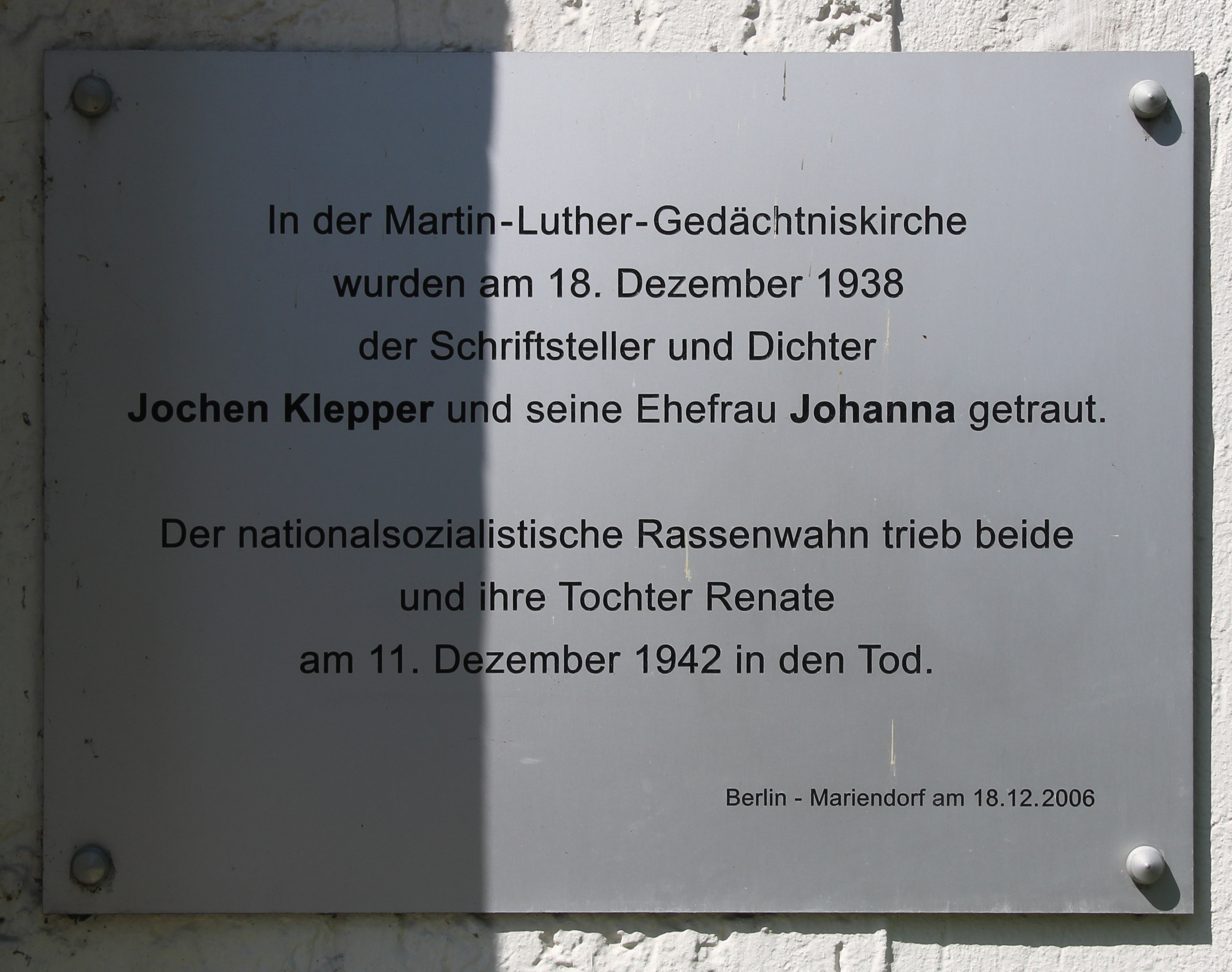
Gedenktafel ev. Gemeindehaus Johanna und Jochen Klepper, Rathausstraße 28 in Berlin-Mariendorf
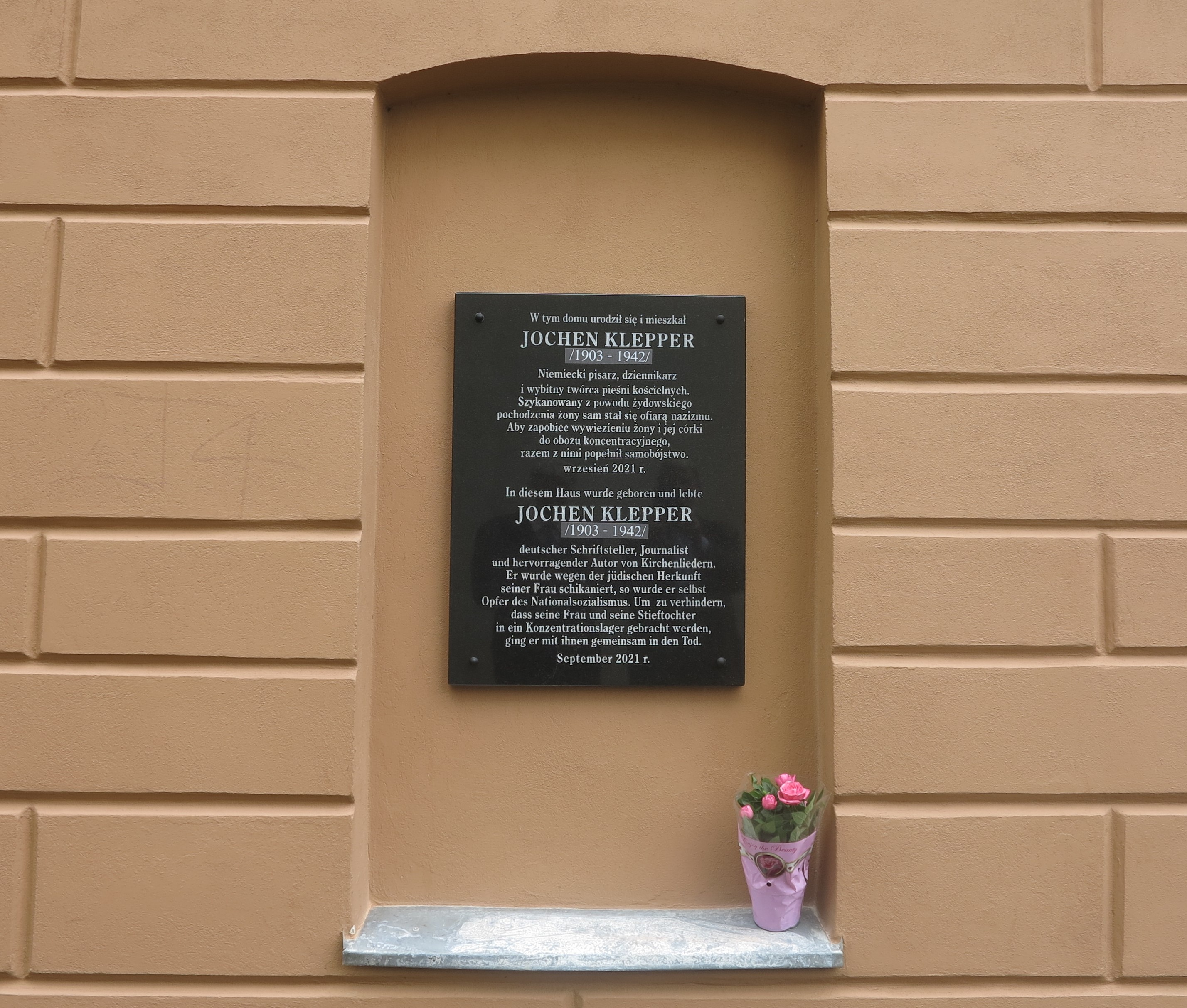
Gedenktafel am Wohnhaus in Bytom Odrzański
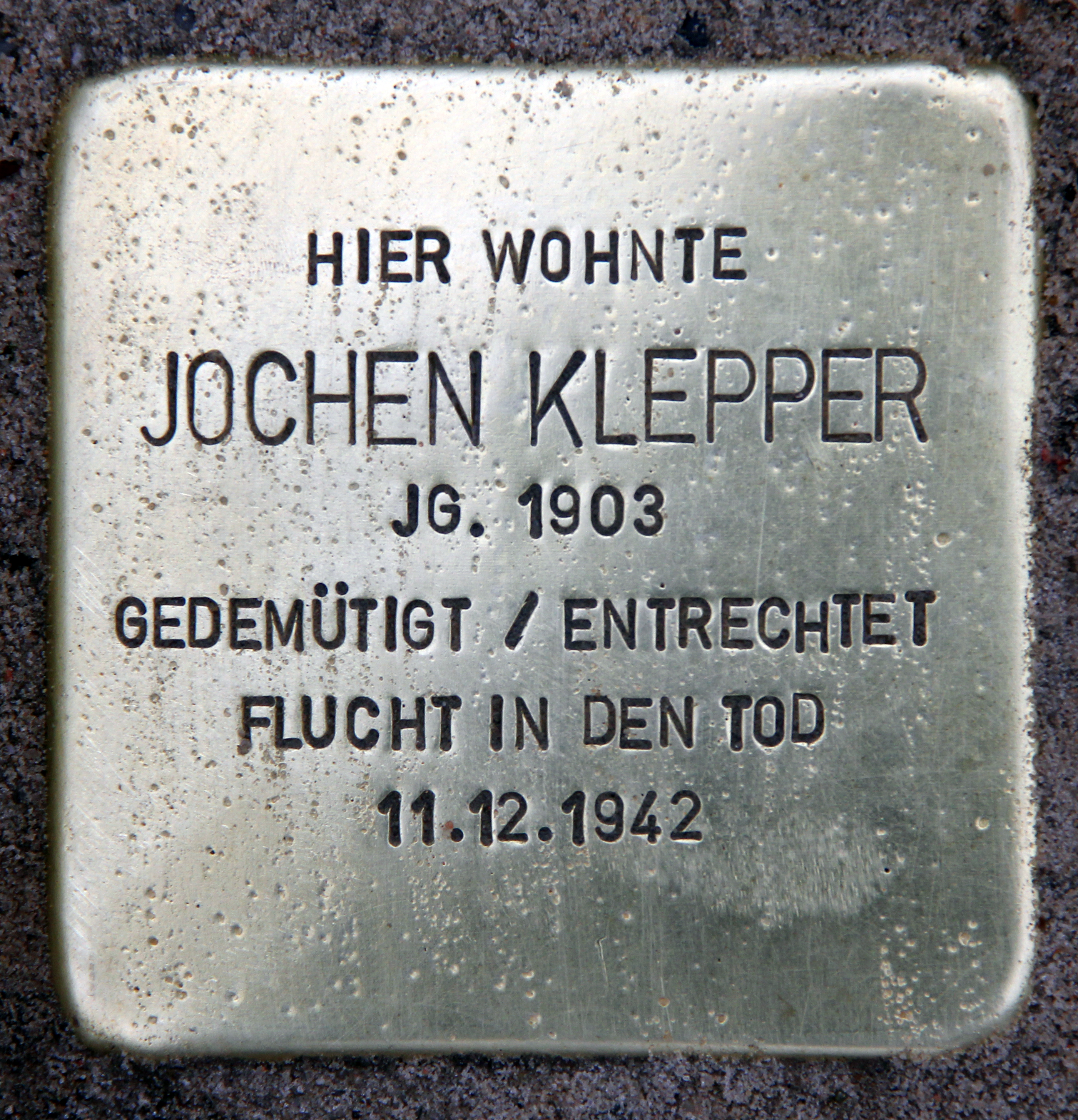
Stolperstein, Teutonenstraße 23 in Berlin-Nikolassee
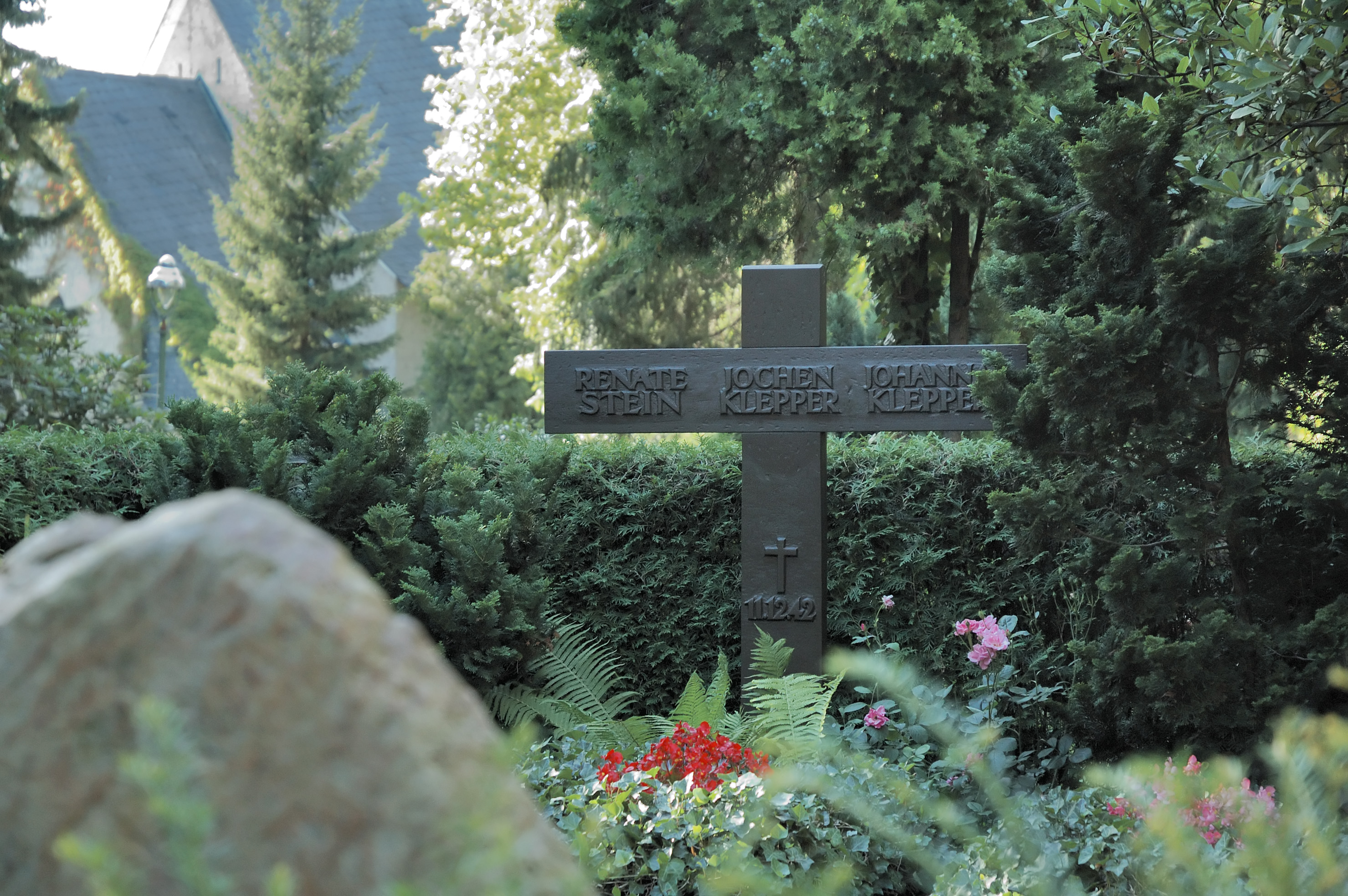
Grab der Familie Klepper

## Werke
Angegeben sind jeweils Verlag und Jahr der Ersterscheinung

### Als Autor
Zeitungsbeiträge
- Der Bote Matthias Claudius. In: Evangelischer Preßverband für Schlesien (Hrsg.): Unsere Kirche. Evangelisches Gemeindeblatt. Bd. 7, 1928, Nr. 9 und 10, Wiedergabe und Kommentar in: Reiner Andreas Neuschäfer, Reinhard Görisch: Entdeckungen zur Claudius-Rezeption bei Jochen Klepper. Zu Kleppers 100. Geburtstag (22. März 2003). In: Jahresschriften der Claudius-Gesellschaft. Bd. 12, 2003, S. 33–44.

Monografien, Belletristik, Lyrik
- Der Kahn der fröhlichen Leute. Deutsche Verlags-Anstalt, Stuttgart, Berlin 1933, zuletzt St. Benno Verlag, 2023, ISBN 978-3-7462-6173-7.
- Du bist als Stern uns aufgegangen. Eckart, Berlin-Steglitz 1937.
- Der Vater. Roman des Soldatenkönigs. Deutsche Verlags-Anstalt, Stuttgart, Berlin 1937 (in 2 Bänden erschienen), zuletzt dtv, 2017, ISBN 978-3-423-14565-7.
- Kyrie. Geistliche Lieder. Eckart, Berlin-Steglitz 1938 (in späteren Auflagen nahm Klepper weitere Gedichte auf: 19392, 19413. Niederländisch: Het licht breekt door de wolken. Übersetzt durch Titia Lindeboom. EB boeken, Ruurlo 2001, ISBN 90-71156-65-6), zuletzt Henricus, 2021, ISBN 978-3-8478-4955-1.
- Der Soldatenkönig und die Stillen im Lande. Begegnungen Friedrich Wilhelms I. mit August Hermann Francke, August Gotthold Francke, Johann Anastasius Freylinghausen, Nikolaus Ludwig Graf. v. Zinzendorf. Eckart, Berlin 1938.
- Der christliche Roman. Eckart, Berlin-Steglitz 1940, zuletzt Outlook, 2022, ISBN 978-3-368-23653-3 (Leseprobe auf Google Books).
- Das ewige Haus. Geschichte der Katharina von Bora und ihres Besitzes. Roman-Fragment. Deutsche Verlags-Anstalt, Stuttgart [1951], zuletzt Edition Anker, 2000, ISBN 3-7675-6941-8.
- Gedichte. Christlicher Zeitschriftenverlag, Berlin 1947.
- Nachspiel. Erzählungen, Aufsätze, Gedichte. Eckart, Witten, Berlin 1960.
- Das Ende. Novelle. Eckart, Witten, Berlin 1962.
- Ziel der Zeit. Gesammelte Gedichte. Arnshaugk, Neustadt an der Orla 2013, ISBN 978-3-944064-12-3.

Briefwechsel, Tagebücher
- Hildegard Klepper (Hrsg.): Unter dem Schatten deiner Flügel. Aus den Tagebüchern der Jahre 1932–1942. Deutsche Verlagsanstalt, Stuttgart 1956, zuletzt Brunnen, Gießen/Basel 1997, ISBN 3-7655-1815-8.
- Hildegard Klepper (Hrsg.): Überwindung. Tagebücher und Aufzeichnungen aus dem Krieg. Deutsche Verlagsanstalt, Stuttgart 1958.
- Eva-Juliane Meschke (Hrsg.): Briefe an Freunde. Gast und Fremdling. Eckart, Witten, Berlin 1960.
- Der du die Zeit in Händen hast. Briefwechsel zwischen Rudolf Hermann und Jochen Klepper 1925–1942 (Beiträge zur evangelischen Theologie. Bd. 113). Hrsg. und kommentiert von Heinrich Assel. Kaiser, München 1992, ISBN 3-459-01964-6.
- Ernst Günther Riemschneider (Hrsg.): Jochen Klepper. Briefwechsel 1925–1942. DVA Stuttgart 1973, ISBN 3-421-01638-0, Verzeichnis der Briefpartner.
- Kriegstagebuch 1941. Verlag Antaios, Schnellroda 2021, ISBN 978-3-949041-01-3.

### Als Herausgeber
- In tormentis pinxit. Briefe und Bilder des Soldatenkönigs. Deutsche Verlags-Anstalt, Stuttgart 1938.

## Gedichte Kleppers in kirchlichen Gesangbüchern
In vielen aktuellen Gesangbüchern haben Vertonungen von Gedichten Kleppers als Lieder Aufnahme gefunden. So gibt es sie unter anderem im Gotteslob, in Feiern und Loben, im Mennonitischen Gesangbuch, im Stammteil des Evangelischen Gesangbuches sowie in der Regionalteilen von Württemberg (W) und Österreich (Ö).
| Titel | Evangelisches Gesangbuch | Gotteslob           | Feiern und Loben | Mennonitisches Gesangbuch |
| --- | ------------------------ | ------------------- | ---------------- | ------------------------- |
| Die Nacht ist vorgedrungen (aus Kyrie; 18. Dezember 1937)                                                            | 016                      | 220                 | 190              | 249                       |
| Du Kind, zu dieser heilgen Zeit (aus Kyrie; 20. Dezember 1937)                                                       | [00]050                  | [00]254             | 214              |                           |
| Der du die Zeit in Händen hast (aus Kyrie; 20. Oktober 1937)                                                         | 064                      | 257                 | 235              | 275                       |
| Gott Vater, du hast deinen Namen (1940)                                                                              | 208                      |                     |                  |                           |
| Freuet euch im Herren allewege (29. Februar 1940)                                                                    | 239                      |                     |                  |                           |
| Gott wohnt in einem Lichte (aus Kyrie; 10. Juli 1938)                                                                | 379                      | 429                 |                  | 347                       |
| Ja, ich will euch tragen (aus Kyrie; 19. Juni 1938)                                                                  | 380                      | Ö887O Trier841Trier | 435              | 356                       |
| Er weckt mich alle Morgen (aus Kyrie; 12. April 1938)                                                                | 452                      |                     | 454              | 205                       |
| Schon bricht des Tages Glanz hervor (5. Juli 1939); Übertragung des mittelalterlichen Hymnus „Iam lucis orto sidere“ | 453                      |                     |                  |                           |
| Der Tag ist seiner Höhe nah (aus Kyrie; 4. Juni 1938)                                                                | 457                      |                     | 466              |                           |
| Ich liege, Herr, in deiner Hut (aus Kyrie; 7. Mai 1938)                                                              | [00]486                  | [00]099             |                  |                           |
| Nun sich das Herz von allem löste (29. August 1940)                                                                  | 532                      | 509                 | 396              | 399                       |
| Sieh nicht an, was du selber bist (aus „Kyrie“)                                                                      | W539W                    |                     |                  |                           |
| In jeder Nacht, die mich bedroht (1940)                                                                              | Ö629O                    |                     |                  |                           |

Im Evangelisch-Lutherischen Kirchengesangbuch steht darüber hinaus Gott fährt mit Jauchzen auf (473); im EKG Baden stand Siehe, das ist Gottes Lamm, das der Erde Sünde trug (419).

## Vertonungen
- Reinhard Ellsel: Gott hält sich nicht verborgen: Predigten zu Liedern von Jochen Klepper. ERF, Wetzlar / Luther, Bielefeld 2001; ISBN 3-7858-0441-5.
- Siegfried Fietz: Trost für jeden Tag. ABAKUS Musik, Greifenstein 1992, GTIN 9783881240697.
- Oliver Kohler: Sein Wort will helle strahlen: Jochen Klepper (1903–1943). ERF, Wetzlar 1989, DNB 891324690.
- Gerhard Schnitter: Ja, ich will euch tragen. Die schönsten Lieder von Jochen Klepper und seinen Zeitgenossen. Hänssler, Holzgerlingen 2002, DNB 358785766.
- Chor Maranatha: Der du die Zeit in Händen hast; Musik: Jochen Schwab, CD  Himmelsfarben.[19]
- Chor Maranatha: Trostlied am Abend; Musik: Jochen Schwab; Youtube.
- Markus Nickel: Das Tagebuch. Ein Singspiel zu Jochen Klepper für vierstimmigen gemischten Chor, Sopran- und Altblockflöte, Klavier und Sprechrollen (2017).
- Martin Christoph Redel: Ich liege, Herr, in deiner Hut? Interludium II aus Zwei geistliche Interludien für Gesangsstimmen und vier Instrumentalisten op.101 (2021). Hier: Sopran, Alt, Bariton, Klarinette, Viola, Harfe und Schlagzeug. Uraufführung: 21. November 2021 Stuttgart.[20]

## Filme
- Der Kahn der fröhlichen Leute wurde unter dem Originaltitel 1950 von Hans Heinrich verfilmt mit Petra Peters als Marianne Butenschön, Fritz Wagner als Michael Staude, Joachim Brennecke als Hans, Paul Esser als Heinrich und Werner Peters als Hugo.[21]
- Der Film Schattenstunde beschreibt in künstlerischer Darbietung den letzten Tag der Familie Klepper. Er wurde 2021 beim Filmfest München uraufgeführt.[22] Der Kinostart war am 27. Januar 2022, dem Holocaust-Gedenktag; die Kinopremiere erfolgte im Nationaltheater Mannheim.[23]